# Kollektiv narcissism
Kollektiv narcissism är inom socialpsykologin ett begrepp för att beskriva en överdrivet positiv självbild av den egna in-gruppen. Grupptillhörigheten kan exempelvis baseras på religion, klass, språk, politisk status, etnicitet, nationalitet, anställningsnivå, utbildningsnivå eller kultur. Till skillnad från vanlig narcissism som självupphöjer det egna jaget självupphöjer kollektivt narcissistiska individer den egna gruppen. Agnieszka Golec de Zavala utvecklade den Kollektiva Narcissistskalan (Collective Narcissism Scale) som är ett mätverktyg för att mäta graden av kollektiv narcissism i en grupp. De grupper som får starkare utslag av kollektiv narcissism anser att in-gruppen dels inte är tillräckligt uppskattade av omgivande samhälle samt att in-gruppen förtjänar positiv särbehandling. De narcissistiska personlighetstyper som den kollektiva narcissismen mest kan jämföras med är sårbar narcissism som kännetecknas av låg tilltro till andra och neurotisk personlighet, samt grandios narcissism som kännetecknas av självupphöjande personlighet. 